# San Bernabé Temoxtitla
San Bernabé Temoxtitla es una localidad  perteneciente al municipio de Ocoyucan, en el estado mexicano de Puebla.

## Número de habitantes
En la localidad hay 2065 hombres y 2273 mujeres. El 11,13% de la población es indígena, y el 3,11% de los habitantes habla una lengua indígena. El 0,05% de la población habla una lengua indígena y no habla español.

## Estructura económica
En San Bernabé Temoxtitla hay un total de 658 hogares. De estos 655 viviendas, 48 tienen piso de tierra y unos 62 consisten de una sola habitación.
540 de todas las viviendas tienen instalaciones sanitarias, 125 son conectadas al servicio público, 633 tienen acceso a la luz eléctrica.
La estructura económica permite a 11 viviendas tener una computadora, a 236 tener una lavadora y 596 tienen una televisión.

## Establecimientos educativos
- Primaria José Antonio Urquiza
- Primaria Antonio Carbajal
- Primaria Valentín Gómez Farías
- Jardín de niños Hermilo Novelo
- Jardín de niños Nezahualcóyotl
- Telesecundaria Rafael Avila Camacho
- Bachillerato Rosario Graciela Hidalgo Moreno
- Secundaria Técnica No. 146
- Secundaria Técnica No. 137